# Freno de mano (álbum)
Freno de Mano es un álbum de música editado por el grupo chileno Los Tres en 2000. El disco salió a la luz en conjunto con el DVD Vermouth & Noche, que documentaba los conciertos de la etapa de despedida de la banda, que había anunciado su disolución durante 2000.
La crítica señaló que el disco es "emotivo hasta la médula". y que fue grabado "con el público enfervorizado, reaccionando ante la más mínima provocación de sus ídolos y por otro lado con la banda en su mejor momento, saboreando el epílogo de una carrera brillante con la que entraron por la puerta ancha a la historia del rock nacional"
En el álbum se incluyen dos canciones que no se encuentran en otros álbumes: los covers "El Rey y Yo" y "Mystery Train". El disco incluye cinco canciones provenientes del álbum Fome (1997), otras cinco de La Espada & la Pared (1995), una del MTV Unplugged de 1996, una de La Sangre en el Cuerpo (1999) y una del álbum de debut ("Somos Tontos, No Pesados").
La portada del disco tiende a replicar aquella del álbum Let it Be, de The Beatles, presentando cuatro fotografías individuales de los miembros de la banda sobre un fondo negro.

## Lista de canciones
Todas las canciones escritas y compuestas por Álvaro Henríquez, excepto donde se indique. 
| N.º | Título                                   | Escritor(es)                  | Duración |  |
| 1.  | «Claus»                                  | Roberto Lindl                 | 3:23     |  |
| 2.  | «Bolsa de mareo»                         |                               | 3:33     |  |
| 3.  | «Hojas de Té»                            |                               | 3:52     |  |
| 4.  | «Tírate»                                 |                               | 3:26     |  |
| 5.  | «Olor a gas»                             | Henríquez, Ángel Parra, Lindl | 3:50     |  |
| 6.  | «Te Desheredo»                           | Henríquez, Lindl              | 5:21     |  |
| 7.  | «Me arrendé»                             |                               | 3:39     |  |
| 8.  | «El Rey y Yo»                            | Osvaldo Geldres               | 4:49     |  |
| 9.  | «De Hacerse Se Va a Hacer»               |                               | 3:05     |  |
| 10. | «No Me Gusta el Sol»                     | Henríquez, Parra, Lindl       | 4:04     |  |
| 11. | «Traje desastre»                         | Henríquez, Parra, Lindl       | 3:31     |  |
| 12. | «Somos Tontos No Pesados» (con Makiza)   |                               | 6:43     |  |
| 13. | «Mystery Train»                          | Junior Parker, Sam Phillips   | 2:05     |  |
| 14. | «La Espada & La Pared»                   | Henríquez, Lindl              | 7:24     |  |
| 15. | «Tu Cariño Se Me Va» (con Buddy Richard) | Buddy Richard                 | 3:36     |  |